# Graždanskaja oborona
I Graždanskaja oborona ( in russo Гражданская оборона?), spesso abbreviati in GrOb o GO, sono un gruppo punk rock russo, formato nel 1983 ad Omsk, in Unione Sovietica. È considerato uno dei primi e maggiori gruppi punk russi. Il nome del gruppo significa "difesa civile".
Il gruppo è stato creato dalle ceneri dei Posev, formati nel 1982, dal dissidente sovietico Egor Letov, che, fino al 2008, anno della sua morte, ne è rimasto l'unico componente fisso. Considerati dopo la caduta dell'URSS un gruppo anti-sovietico, Letov nei testi ha parlato spesso contro il militarismo, la dittatura, il sistema dei Soviet e l'invasione sovietica dell'Afghanistan. Per questi motivi la formazione è stata censurata e proibita. Nonostante il forte controllo, i Graždanskaja oborona hanno suonato in alcuni festival rock, come a Novosibirsk nel 1987.
Nonostante la sua immagine di anticomunista, Letov si è sempre dichiarato un "vero comunista". Spesso contraddittorio, si è accostato al Partito Nazional Bolscevico (in russo НБП, Национал Большевистская Партия?) nonostante la sua opposizione al dispotismo ed il nazionalismo.

## Sonorità
Le sonorità dei GrOb sono molto particolari e lontane dalle classiche produzioni commerciali d'occidente e non. Tutti i dischi sono stati registrati e prodotti da Egor Letov nel suo appartamento ad Omsk, in Siberia. Per buona parte della loro discografia degli anni '80, l'unico componente presente fu proprio Letov, che imparò a suonare tutti gli strumenti necessari per formare una punk band (ovvero, chitarra, basso e batteria). Questi album sono fortemente in stile low fi, le chitarre e il basso venivano attaccate direttamente al mixer senza passare da amplificatori (questa tecnica poi venne conservata per quasi tutta la loro discografia), metodo usato dai gruppi punk di fine anni '70. Per quanto riguarda la batteria, quel che si intuisce dall'ascolto è che venisse registrata ad una certa velocità per poi essere velocizzata con l'aggiunta delle altre tracce. Oltre a questo escamotage, si nota la totale assenza di grancassa e l'utilizzo di ritmi cari al punk oi. Nel complesso i suoni risultano molto sporchi e distorti. Non mancano però pezzi totalmente acustici (o semi acustici, come nell'album Igra v biser; totalmente assente da chitarre elettriche e batteria, ma con l'aggiunta di qualche strumento a fiato e percussioni improvvisate).
Nonostante ogni disco prodotto negli anni '80 avesse sonorità (o meglio atmosfere) differenti tra loro, la vera svolta avvenne con l'arrivo degli anni '90. Il gruppo cambiò per un breve periodo nome in "Egor i Opizdenevšie" (Егор и Опизденевшие) ed insieme al nome mutò anche l'approccio sonoro. Letov "sposò la causa" della psichedelia, già comunque accennata nei lavori precedenti. I componenti del gruppo aumentarono e con loro anche gli strumenti suonati. La batteria (sempre con le stesse particolarità degli anni precedenti), alcune chitarre e certe tracce di basso vennero suonati ancora da Letov, ma si aggiunse in modo molto importante l'organo (da "sto let odinočestva") suonato da Konstantin Rjabinov (storico componente della band sin dagli inizi). Altre due caratteristiche di questo periodo (che comprende sostanzialmente due dischi), sono le chitarre molto effettate, specie con del chorus, e la fortissima presenza di giri di basso di grande impatto, che si legano perfettamente con la profonda e baritonale voce di Letov. Ci sono poi altre presenze come: un violino, delle armoniche, un vibrafono, delle tastiere e un flauto, ad arricchire gli arrangiamenti, ma soprattutto molte trovate geniali in fase di mixaggio.
Nel '96 vengono registrati in contemporanea due album Nevynosimaja lëgkost' bytija e Solncevorot (tornando a chiamarsi Graždanskaja oborona). Questi saranno due dischi assolutamente identici dal punto di vista dei suoni (infatti vennero registrati nella stessa sessione), ma presentano un'ulteriore cambiamento.
L'idea di base era quella di creare un muro di suoni che, da una parte si riconducesse a ideologie politiche rivoluzionarie, e dall'altra sperimentasse le nuove possibilità della registrazione digitale. In questi due lavori sono presenti numerose sovraincisioni; le parti di chitarra e le parti della voce sono moltiplicate e registrate, rispettivamente una sopra l'altra, creando un effetto molto particolare. La voce va quindi in una sorta di controfase, in quanto moltiplicata all'unisono, e le chitarre si confondono in un potentissimo amalgama di distorsioni effettate. Molto importante è anche la presenza del riverbero (tipicamente non analogico), che, come cemento, tiene uniti i mattoni di questo enorme muro di suoni.
L'organo ha sempre un ruolo rilevante, facendo un lieve sottofondo ed eseguendo quasi tutti gli assoli.
Negli anni 2000 i sostanziali cambiamenti riguarderanno: la batteria, che sarà suonata per intero e non più da Letov, e i tempi che tenderanno a rallentare in stile più rock (nel '96-'97 arrivavano a sfiorare i 200 bpm). Inoltre da questo periodo in poi ogni componente della band suonava il suo strumento nel disco, come in concerto, e di conseguenza il muro di suoni venne sfoltito leggermente. Nell'ultimo disco Letov tornò a registrare la voce senza moltiplicarla all'unisono.
Negli ultimi 3 anni della loro vita, grazie all'innesto di un nuovo batterista, i Graždanskaja Oborona arrivano alla perfezione sonora dal vivo, con sonorità possenti e molto più accelerate rispetto a tutto il periodo precedente (in qualche caso, come per esempio nel brano Kogo To Ešče, uno dei primi composti da Letov tre decadi prima, con velocità pari all'hardcore punk). A testimonianza di ciò, i concerti al club B1 di Mosca del 2007, e l'ultimo, dieci giorni prima della morte di Letov, ad Ekaterinburg nel 2008, entrambi registrati professionalmente in HD. Questi due concerti sono il canto del cigno della band, che per trent'anni ha attraversato le tormentate vicende della Russia sovietica e post-sovietica.
Il 19 febbraio 2008 a Omsk, Letov muore nel sonno per arresto cardiaco. È sepolto nel cimitero vecchio orientale di Omsk vicino alla tomba di sua madre.

## Discografia
Album in studio
- 1985 - Optimizm
- 1985 - Poganaja molodëž'
- 1986 - Igra v biser pered svin'jami
- 1987 - Krasnyj al'bom
- 1987 - Myšelovka
- 1987 - Nekrofilija
- 1987 - Totalitarizm
- 1987 - Horošo!!
- 1988 - Boevoj stimul
- 1988 - Vsë idët po planu
- 1988 - Tak zakaljalas’ stal’
- 1989 - Verški i koreški
- 1989 - Vojna
- 1989 - Poezd ušël
- 1989 - Russkoe pole èksperimentov
- 1989 - Tošnota
- 1989 - Pesni radosti i sčast'ja
- 1989 - Zdorovo i večno
- 1989 - Armageddon-pops
- 1989 - Russkoe pole èksperimentov
- 1990 - Instrukcija po vyživaniju
- 1990 - Prig-skok
- 1993 - Sto let odinocestva
- 1997 - Nevynosimaja lëgkost' bytija
- 1997 - Solncevorot
- 2002 - Zvezdopad
- 2004 - Dolgaja sčastlivaja žizn'
- 2005 - Verški i koreški
- 2005 - Vsë kak u ljudej
- 2005 - Lunnyj perevorot
- 2005 - Optimizm
- 2005 - Poganaja molodëž'
- 2005 - Reanimacija
- 2005 - Snosnaja tjažest' nebytija
- 2007 - Začem snjatsja sny
- 2007 - Pesni Radosti I Sčast'ja

Album dal vivo
- 2002 - Svoboda (koncert v Ulan-Bator g. Moskva)
- 2006 - Koncert v DK im. Gorbunova 13.11.2004

Raccolte
- 1991 - Monolog iz podvorotni: Soviet Punk Rock Anthology 1980-1991
- 2002 - Trib'jut

## Formazione

### Fino al 2008
- Egor Letov
- Natal'ja Čumakova
- Aleksandr Česnakov
- Pavel Peretolčin

### Ex componenti
Nei 22 anni dei Graždanskaja oborona si sono avvicendati molti componenti, alcuni dei quali si sono suicidati o sono morti prematuramente.
- Janka Djagileva
- Konstantin Rjabinov (Kuzja UO)